# Paul Pisk
Paul Amadeus Pisk (Vienna, 16 maggio 1893 – Los Angeles, 12 gennaio 1990) è stato un compositore e musicologo austriaco naturalizzato statunitense. Il premio Pisk in suo onore è il più alto riconoscimento per un saggio di uno studente laureato alla riunione annuale della American Musicological Society.

## Biografia
I genitori di Paul erano Ludwig Pisk, un avvocato ebreo laico ed Eugenie Pollack, una protestante. Paul era il maggiore di due figli, suo fratello minore si chiamava Otto. Furono educati come protestanti. La loro madre morì quando Paul aveva quattro anni. Ludwig si risposò e la sua seconda moglie diede alla luce anche un figlio, Hans. Ludwig era contrario al fatto che Paul diventasse un musicista, ma rispettava il mondo accademico e cedette quando apprese che Paul poteva ottenere un dottorato in musicologia.
Otto e Paul servirono entrambi nell'esercito asburgico durante la prima guerra mondiale. Non erano nella stessa unità. Paul era un sergente di rifornimento per la cavalleria. . Otto fu catturato in Montenegro e, secondo la tradizione familiare, fu uno dei soldati che costruì il modello in scala del Montenegro che si può ancora vedere nel Palazzo Cetinje oggi.
Pisk conseguì il dottorato in musicologia presso l'Università di Vienna nel 1916, studiando con Guido Adler. Successivamente studiò direzione d'orchestra presso l'Accademia Imperiale di Musica e Arti dello Spettacolo, diplomandosi nel 1919. Tra i suoi insegnanti c'era Franz Schreker (contrappunto). Pisk studiò anche privatamente con Arnold Schönberg dal 1917 al 1919. Insegnò poi presso l'Accademia di Vienna e tenne conferenze per adulti, in particolare alla Volkshochschule Volksheim di Ottakring, dove dal 1922 al 1934 fu direttore del dipartimento musicale. Insegnò anche al New Vienna Conservatory dal 1925 al 1926 e al Conservatorio austro-americano vicino a Salisburgo dal 1931 al 1933. Uno dei suoi studenti era Leopold Spinner.
Fu anche membro del consiglio di amministrazione, segretario e pianista della Schoenberg's Society for Private Musical Performances. Fu tra i membri fondatori della International Society for Contemporary Music e dal 1920 al 1928 fu coeditore di Musikblätter des Anbruch e direttore musicale dell'Arbeiter-Zeitung.
La prima messa in onda della sua musica dalla British Broadcasting Corporation ebbe luogo il 3 luglio 1930, quando il pianista austriaco Friedrich Wührer suonò la Suite per pianoforte di Pisk.
Nel 1936 emigrò negli Stati Uniti e insegnò all'Università di Redlands (1937-1951), all'Università del Texas ad Austin (1951-1963) ed alla Università Washington a Saint Louis (1963-1972).
Ha composto opere orchestrali, balletti, musica da camera e canzoni, oltre ad aver scritto testi di teoria musicale. Tra i suoi illustri studenti figurano Leopold Spinner, Samuel Adler, Gary Lee Nelson e Thomas F. Hulbert.

## Vita privata
Paul sposò Martha Maria Frank nel 1919. Era anche una studentessa di musica. Veniva da una famiglia un tempo ricca della regione degli Asburgo vicino a Czernowitz. Marta gli diede due figli: Gerhardt Manuel nel 1922 e Georg Michael nel 1932. Il nome di Gerhardt fu anglicizzato in Gerald quando la famiglia emigrò negli Stati Uniti. Gerald morì di "febbre della valle" a 20 anni. George frequentò Yale, ottenne il dottorato in letteratura inglese all'Università del Texas e sposò Rita Gurley nel 1958. Ebbero due figli: Camille, nata nel 1960 e Gerald nato nel 1962 (chiamato come Gerhardt).
Martha Pisk morì nel 1973, solo pochi mesi dopo che lei e Paul erano tornati a Austin, in Texas, da St. Louis, nel Missouri. Dopo la sua morte Paul si trasferì a Los Angeles e si risposò. Aveva conosciuto la sua seconda moglie, cantante e insegnante di canto Irene Hanna (nata Johanna Schwartz) da molti anni. Hanna morì nel 1981. Paul Pisk morì a Los Angeles nel 1990.
Nel 1935 Paul Amadeus Pisk fu nominato membro onorario della loggia massonica Le Droit Humain "Humanitas" n. 962 a Zagabria durante l'era del Regno di Jugoslavia.

## Pubblicazioni importanti
- Paul Amadeus Pisk, "Max Reger, Briefwechsel mit Herzog Georg II von Sachsen-Meiningen." Journal of the American Musicological Society, Vol. 3, No. 2,149-151. Summer, 1950. JSTOR 829816
- Paul Amadeus Pisk - "Subdivision of Tones: A Modern Music Theory and Philosophy" Bulletin of the American Musicological Society, 1942, v.36 JSTOR 829215
- Paul Amadeus Pisk  "The Fugue Themes in Bach's Well-Tempered Clavier" Bulletin of the American Musicological Society,  No. 8 (Oct., 1945), pp. 28–29- JSTOR 829395